# Mount Keltie
Mount Keltie är ett berg i Antarktis. Det ligger i Östantarktis. Australien gör anspråk på området. Toppen på Mount Keltie är 2 640 meter över havet. Keltie ingår i Conway Range.
Terrängen runt Mount Keltie är kuperad västerut, men österut är den bergig. Mount Keltie är den högsta punkten i trakten. Trakten är obefolkad. Det finns inga samhällen i närheten. 